# Алексотово
Алексотово— деревня в Здвинском районе Новосибирской области. Входит в состав Верх-Урюмского сельсовета.

## География
Площадь деревни — 26 гектар

## Население
| 2002 | 2007 | 2010 |
| ---- | ---- | ---- |
| 97   | ↘66  | ↘53  |

## Инфраструктура
В деревне по данным на 2007 год функционируют 1 учреждение здравоохранения, 1 образовательное учреждение.